# ويس هامبتون
ويس هامبتون هو مغني أمريكي، ولد في 8 ديسمبر 1977 في ممفيس في الولايات المتحدة.

## وصلات خارجية
- الموقع الرسمي